# Scopula heba
Scopula heba är en fjärilsart som beskrevs av Louis Beethoven Prout 1920. Scopula heba ingår i släktet Scopula och familjen mätare. Inga underarter finns listade.